# 포스트맨은 벨을 두 번 울린다 (1981년 영화)
《포스트맨은 벨을 두 번 울린다》(The Postman Always Rings Twice)는 미국에서 제작된 봅 라펠슨 감독의 1981년 범죄, 드라마, 스릴러, 멜로/로맨스 영화이다. 잭 니콜슨 등이 주연으로 출연하였고 찰스 멀베힐 등이 제작에 참여하였다.

## 출연

### 주연
- 잭 니콜슨
- 제시카 랭

### 조연
- 존 콜리코스
- 마이클 러너

## 기타
- 원작자: 제임스 M. 케인
- 미술: 조지 젠킨스
- 의상: 도로시 지킨스